# Doki Doki PreCure
Doki Doki! PreCurе (яп. ドキドキ! プリキュア Доки Доки Пурикюа), тж. Doki Doki Pretty Cure! — японский аниме-сериал, десятый сезон продолжительной махо-сёдзё-франшизы Pretty Cure студии Toei Animation. Премьера аниме состоялась на японском телеканале TV Asahi в феврале 2013 года, заменив Smile PreCure в сетке вещания. Основной темой сериала являются обозначения карт, фигурирующие в именах и названиях.

## Сюжет
Однажды, когда 14-летняя Мана Айда была с классом на экскурсии в Клеверной Башне, явился злодей по имени Дзикотю и пытался манипулировать её внутренним сердцем. Для борьбы с этим врагом она получила силу от феи Шарль и волшебное устройство под названием Любовная Коммуна, чтобы превратиться в ПуриКюа. Вместе со своими подругами детства Риккой и Алисой, а также таинственной Кюа Сворд, Мана встаёт на защиту Земли. Храня любовь в своих сердцах, легендарные воительницы ПуриКюа сражаются от вторгающихся монстров Дзикотю.

## Персонажи
- Мана Айда (яп. 相田 マナ Айда Мана) / Кюа Харт (яп. キュアハート Кюа Ха:то)

Первая ПуриКюа в команде, подруга детства Рикки и Алисы, 14-летняя спортсменка и отличница. Яркий и энергичный президент студенческого совета средней школы Огаи, учится на втором году обучения. Она всегда спешит на помощь и любит делать всё на благо другим, но время от времени действует совершенно необдуманно. Стремится к общению, легко устраняет конфликты и мирит людей. Популярна в школе, ей доверяют не только школьники, но и взрослые. В бою становится Кюа Харт, представляя собой любовь.
Сэйю: Хитоми Набатамэ
- Рикка Хисикава (яп. 菱川 六花 Хисикава Рикка) / Кюа Даймонд (яп. キュアダイヤモンド Кюа Даиямондо)

Вторая ПуриКюа, лучшая из лучших учеников. 14 лет. Состоит в студенческом совете, занимает должность секретаря, также как и её подруга детства, Мана. Решив стать врачом, учится не покладая рук и страдает, если не занимает первое место на пробных экзаменах. Очень умна, бывает резкой. Ещё с малых лет имеет привычку приглядывать за Маной, называет её «Счастливый принц». Превращается в Кюа Даймонд, представляя собой мудрость.
Сэйю: Минако Котобуки
- Алиса Ёцуба (яп. 四葉 ありす Ёцуба Арису) / Кюа Розетта (яп. キュアロゼッタ Кюа Родзэтта)

13 лет. Студентка Престижной Академии Нанацубаси, которую могут позволить себе лишь богатые люди, ведь она является наследницей Ёцуба Дзайбацу. Алиса была одноклассницей Рикки и Маны в их ранние школьные годы, так что раз в месяц устраивает чаепития для подруг. Алиса — добрячка, но часто хвастается своим богатством необдуманно. Когда оскорбляют её подруг, может выйти из себя. Практикует боевые искусства, после того, как одолела хулиганов в младшей школе, дала обещание использовать навыки только для защиты. Она является 3-й Кюа, представляет собой воплощение теплоты и света. Кюа Розетта.
Сэйю: Май Футигами
- Макото Кэндзаки (яп. 剣崎 真琴 Кэндзаки Макото) / Кюа Сворд (яп. キュアソード Кюа Со:до)

14 лет. Страж Королевства «Трамп» в параллельной вселенной, поющая Принцессе Мари Анж. Появляется в Японии для того, чтобы найти принцессу после того, как её страна была захвачена. Известна как популярный идол в обоих мирах. Мана, что являлась одним из её фанатов, называет её "Макопи" (яп. まこぴー Макопи:). Обладает сильным чувством ответственности, чувствует угрызения совести по причине того, за то, что не защитила принцессу, не ладит с товарищами. Поначалу хотела сражаться со злом одна, но всё же решила вступить в команду. Из-за сдержанного и стойкого характера, никто, кроме её феи Даби, не знает о настоящей Макото и о её истинных мыслях. Не имеет способностей к кулинарии и боится дантистов. Является 4-й Кюа, воплощение мужества и отваги. Кюа Сворд.
Сэйю: Канако Миямото
- Агури Мадока (яп. 円 亜久里 Мадока Агури) / Кюа Эйс (яп. キュアエース Кюа Э:су)

Пятая ПуриКюа, воплощение козырных карт и любви Кюа Эйс, появляется в 22 серии, спасая жизнь четвёрке ПуриКюа. В 23 серии выясняется, что Кюа Эйс — десятилетняя Агури Мадока, когда-то жившая в Королевстве Трамп. Она не по годам мудра, является искусным гурманом, способным детально описать блюдо во всех его подробностях, а иногда может быть строгой и грубоватой. Любит давать другим Кюа советы. Живёт с бабушкой. В облике Кюа Эйс, Агури выглядит старше всех остальных воительниц в команде Доки Доки, но может превращаться лишь на пять минут. Также Агури Мадока является частью принцессы Мари Анж, представляя её светлую сторону души.
Сэйю: Риэ Кугимия

## Прочие герои
- Шарль (яп. シャルル Сяруру)

Фея из Королевства Трамп и партнёр Маны. Превращается в Lovely Commune для преобразования Маны в Кюа Харт. Внешне похожа на кролика розового цвета, её голову украшает большой бант и серебряный медальон для Cure Lavies. Как и её партнёр, всегда во всем помогает. Каждое предложение заканчивает с « — шару!».
Сэйю: Кумико Нисихара
- Ракель (яп. ラケル Ракэру)

Партнёр Рикки. Как и она, он очень надежный друг. С помощью него Рикка превращается в Кюа Даймонд. Похож на собаку голубого цвета, имеет такой же бант на голове синего цвета. Предложения заканчивает с « — керу!».
Сэйю: Юка Тэрасаки
- Лэнс (яп. ランス Рансу)

Является партнёром Алисы и помогает ей превращаться в Кюа Розетту. Он самый молодой из фей, поэтому немного испорчен. Выглядит как желто-оранжевый медведь с украшениями на голове в виде цветочков. В конце предложения говорит « — де ланс!».
Сэйю: Аяка Охаси
- Дави (яп. ダビィ Даби:)

Фея-кошка, её партнёр — Сворд. Она фиолетового цвета, бант на голове темно-фиолетовый. Как и Сворд, такая же свободная и независимая, но очень верна своему партнёру и часто беспокоится за него. Может превращаться в человека. В конце предложения говорит « — дави!» или коротко « — би!».
Сэйю: Юми Утияма
- Ай (яп. アイちゃん Ай-тян)

Ребёнок-маскот, появляется впервые в 8-й серии, позже становится партнёром Агури. Сначала была обнаружена в виде большого яйца, из которого вскоре вылупляется. Имеет вид младенца с синими глазами и розовыми волосами, которые заплетены на голове в виде двух сердечек с заколками-цветочками. На спине у Ай находятся два маленьких крылышка. На слюнявчике изображено сердце, которое активируется, когда Ай этого пожелает. Говорить не умеет, произносит лишь «Кьюпи» или «Ай» (из-за чего и получила своё имя).
Сэйю: Юка Имаи
- Мари Анж (яп. マリー・アンジュ王女 Мари Андзю Одзё)

Принцесса королевства Трамп. Во время битвы её сердце начало становиться тёмным, и она разделила тёмную и светлую половину. Тёмная превратилась в Регину, а светлая в Агури. Сама принцесса, потеряв Психею, стала Ай-тян.
Сэйю: Юка Имаи
- Джо Окада/Джонатан Клондайк (яп. ジョー岡田/ジョナサン・クロンダイク Дзё Окада)

Владелец ювелирной лавочки. В конце 17 серии представляется как жених принцессы Мари Анж, Джонатан Клондайк.
- Реджина  (яп. (レジーナ Rejīna))

Тёмная половина сердца Мари Анж. Вначале была врагом, но потом перешла на сторону пурикюа.